# Persberg
Persberg is een plaats in de gemeente Filipstad in het landschap Värmland en de provincie Värmlands län in Zweden. De plaats ligt zes kilometer ten oosten van Filipstad en heeft 306 inwoners (2005) en een oppervlakte van 149 hectare. Persberg is een plaats waar sinds de middeleeuwen ijzererts werd gewonnen tot het einde van de jaren ’70 van de vorige eeuw. Op dit moment wordt in Persberg voornamelijk kalk gedolven voor de papierindustrie. Sinds de mijnactiviteiten zijn stilgelegd vinden de meeste inwoners van Persberg  nu werk in het nabijgelegen Filipstad.lang geleden o 

## Geschiedenis
Persberg is een oude mijnstad waar vanaf de Middeleeuwen ijzererts werd gewonnen uit meerdere putten. De grootste daarvan waren in het Persbergs Odalveld wat in werking was tot het jaar 1977 .  
In het natuurreservaat Högbergsfältet bevinden zich overblijfselen uit de mijnbouwtijd, waaronder de "Tilas Stoll". Deze horizontale mijn kan worden bezichtigd en is prachtig gelegen naast het meer Yngen. Hier vond in 1869 de allereerste industriële staking van Zweden plaats. 
De mijnen van Persberg behoorden tot de ijzerertsmijnen met de grootste productie in Zweden. De diepste schacht was iets meer dan 400 meter diep. Het ijzererts was van zeer hoge kwaliteit, met een laag gehalte aan onzuiverheden, zoals zwavel en fosfor.

## Verkeer en vervoer
Bij de plaats loopt de Riksväg 26/Riksväg 63.
Tot voor kort liep een goederenspoorlijn naar Filipstad en Kristinehamn. Dit was oorspronkelijk een deel van de Inlandsbanan, maar deze is ten noorden van Persberg lang geleden gesloten tot aan Mora en gedeeltelijk opgebroken. Enkele jaren geleden is ook het gedeelte tussen Persberg en Filipstad opgebroken.

## Foto's

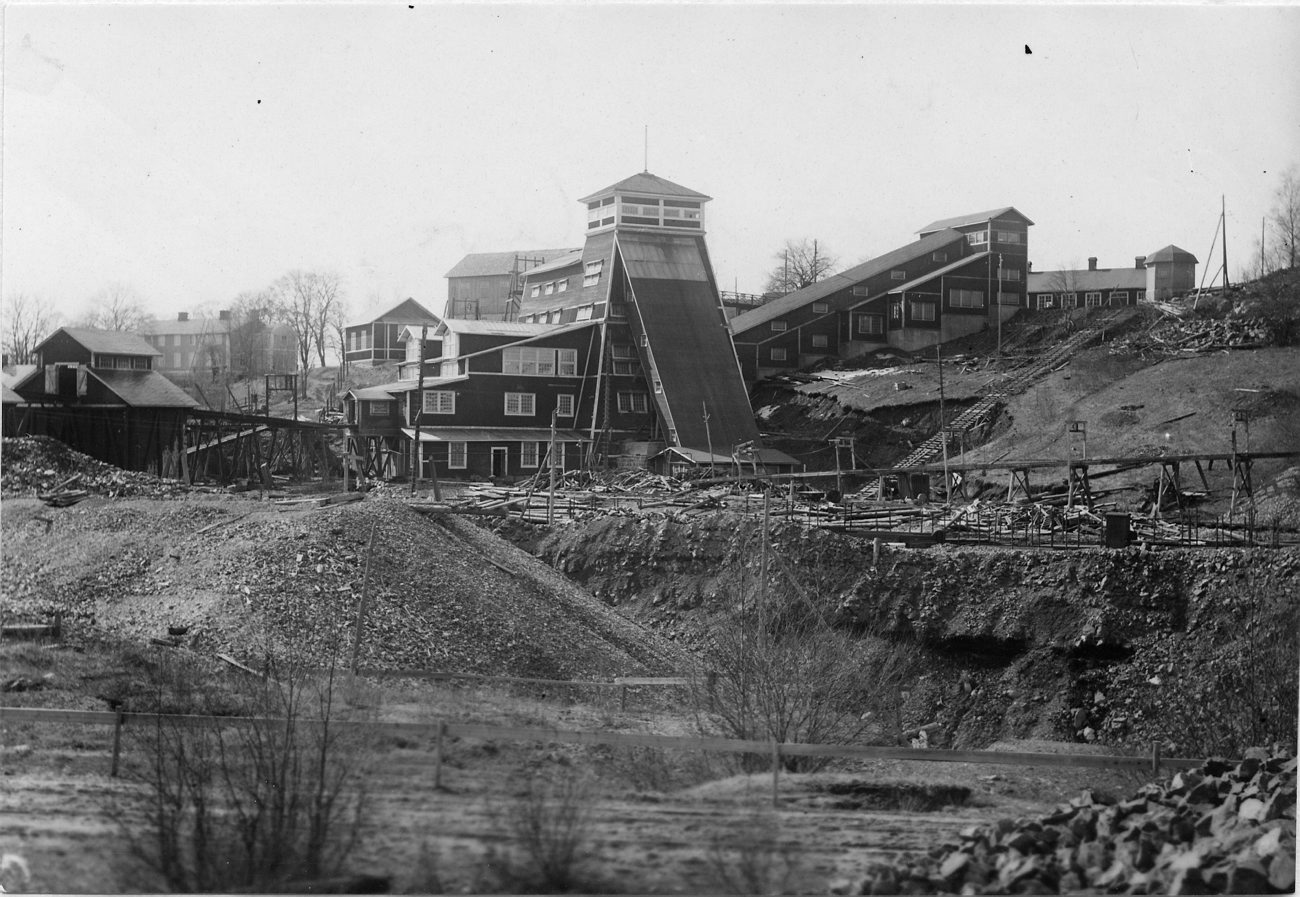
Koning Gustavplatform van de Pax Hillmijnen rond 1920
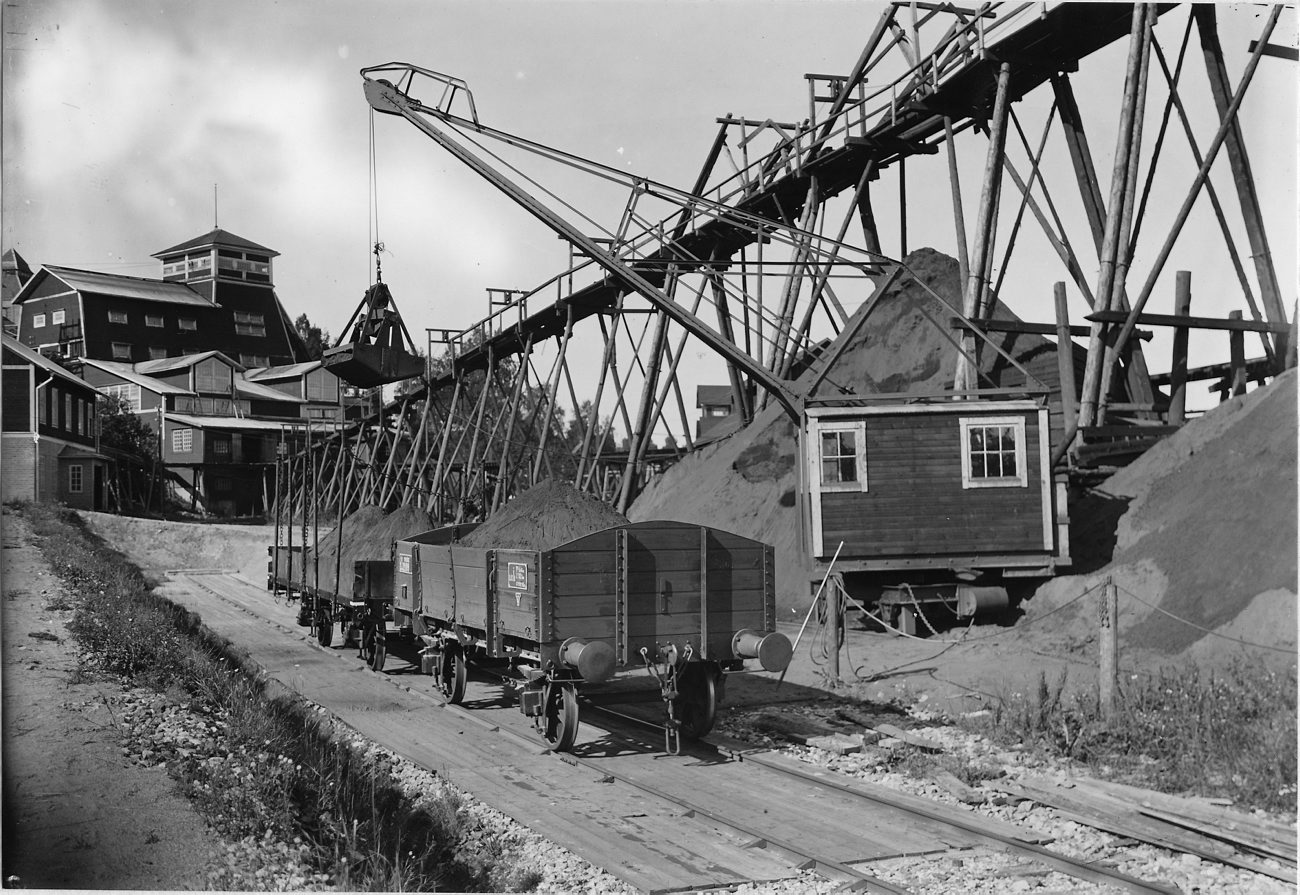
Het laden van erts in Persberg rond 1920
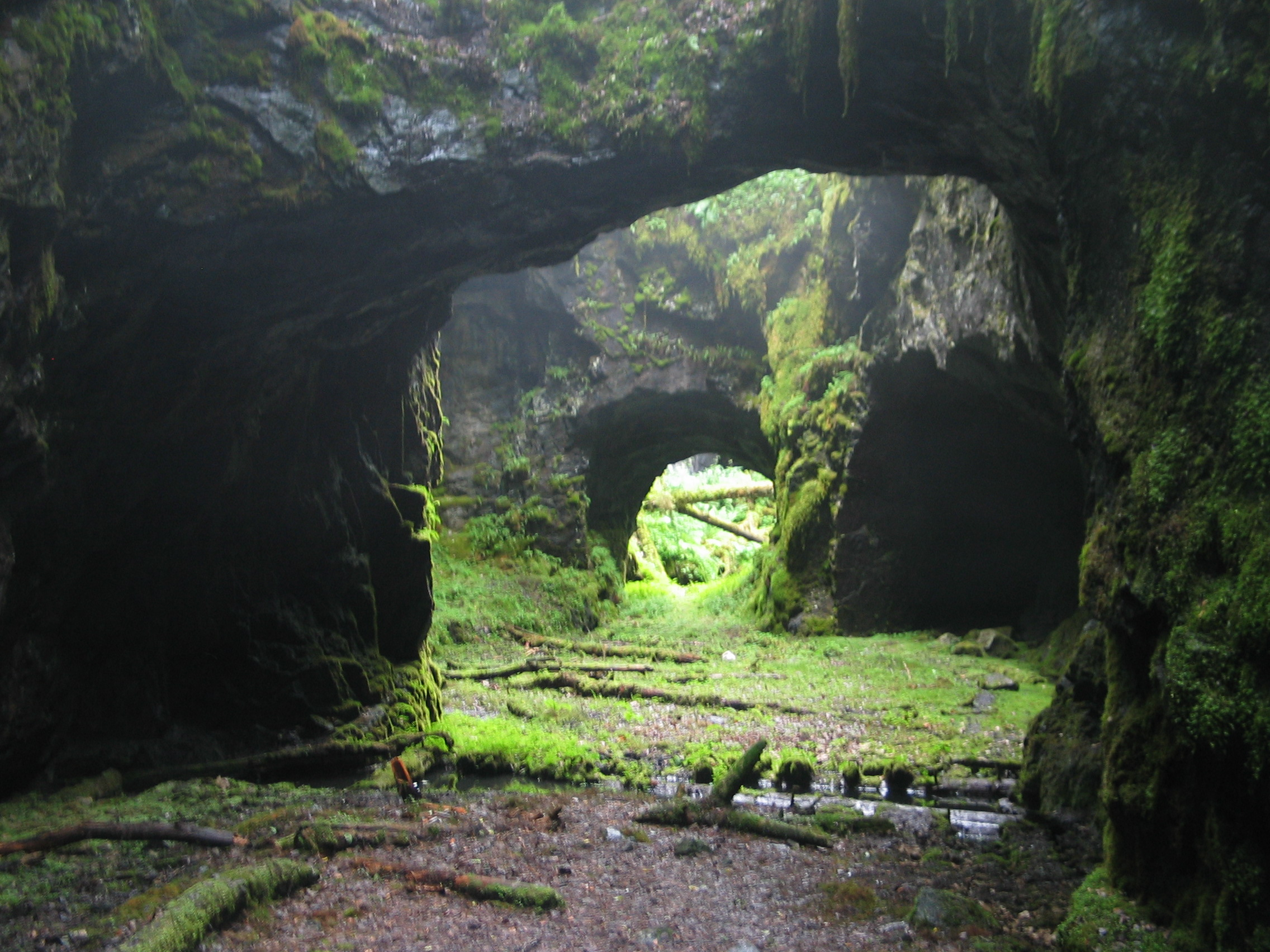
Krakbogruvan (de groeve waarin Tilas Stoll uitkomt)
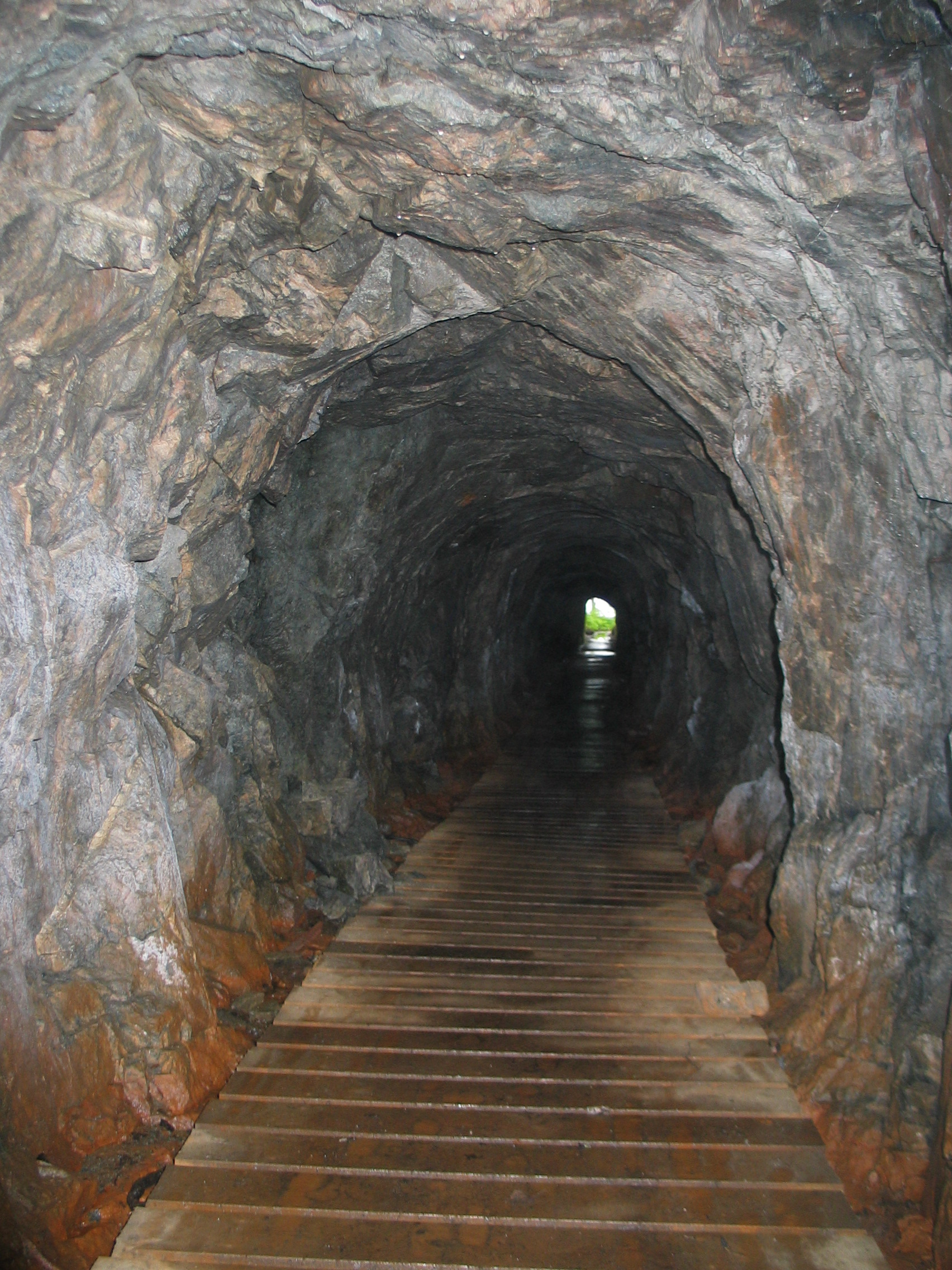
Tilas Stoll in Högbergsfältet
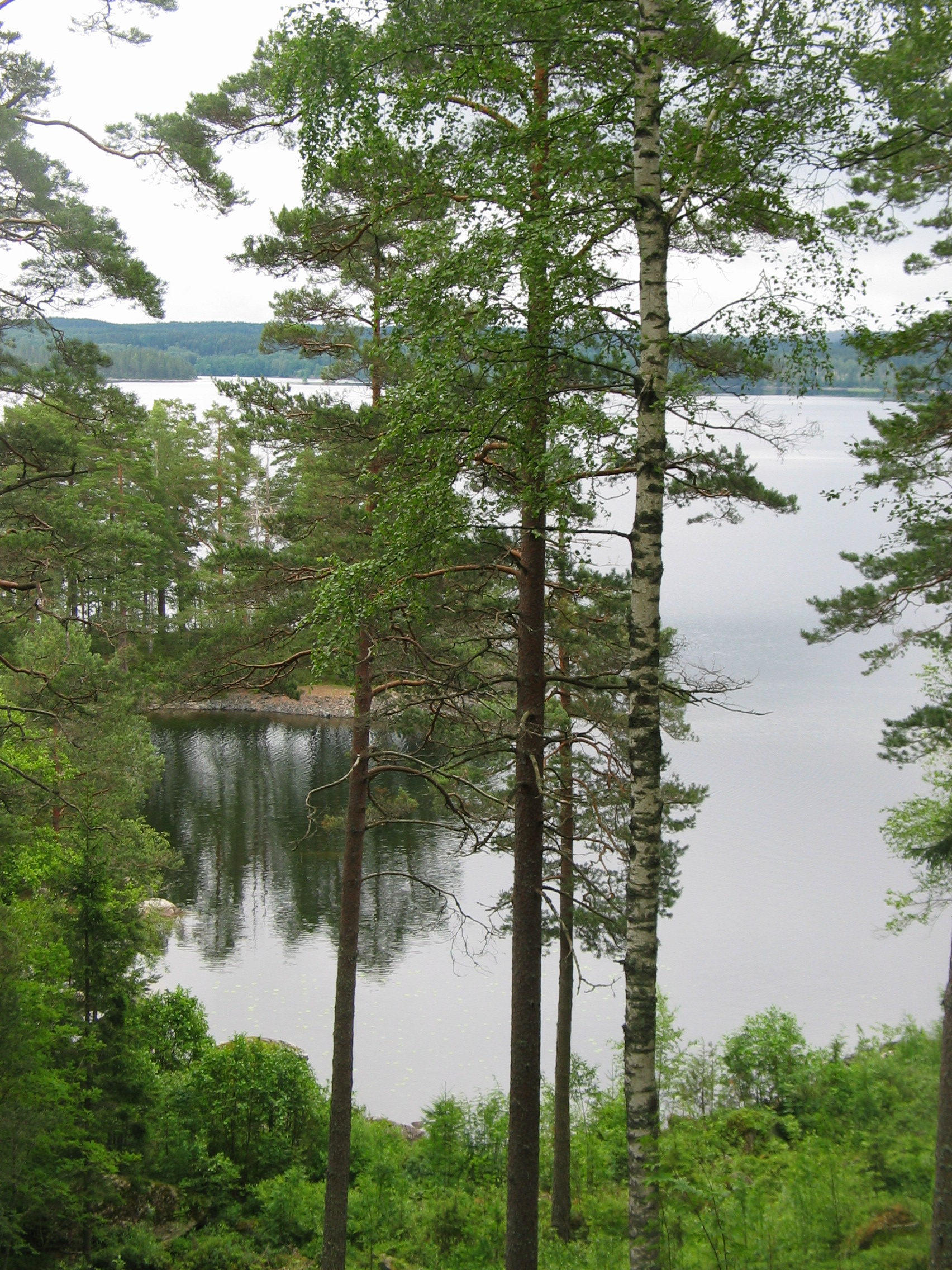
Het Yngen meer, Högbergsfältet